# Andre Deveaux
Pour les articles homonymes, voir Deveaux.
Andre Deveaux (né le 23 février 1984 à Freeport aux Bahamas) est un joueur professionnel canadien de hockey sur glace.

## Carrière de joueur
Choix des Canadiens de Montréal au repêchage de 2002 de la Ligue nationale de hockey, il fit ses débuts professionnels lors de la saison 2004-2005. Il joue quelques années dans la Ligue américaine de hockey y remportant la Coupe Calder en 2007-2008. Par la suite, il signa un nouveau contrat avec les Maple Leafs de Toronto mais se rapporta aux Marlies de Toronto, alors club écoles des Leafs, en début de saison. Il fit ses débuts dans la LNH le 27 novembre 2008 contre les Sénateurs d'Ottawa. En 2015, la justice suédoise avait ouvert une enquête préliminaire contre lui pour avoir agressé un adversaire à l'échauffement, le Canadien avait été suspendu sportivement pour une durée de 10 mois et demi.

## Statistiques
| Saison     | Équipe                      | Ligue       |    | Saison régulière | Saison régulière | Saison régulière | Saison régulière | Saison régulière |   | Séries éliminatoires | Séries éliminatoires | Séries éliminatoires | Séries éliminatoires | Séries éliminatoires |
| Saison     | Équipe                      | Ligue       | PJ | B                | A                | Pts              | Pun              | PJ               | B | A                    | Pts                  | Pun                  |                      |                      |
| 2000-2001  | Bulls de Belleville         | LHO         | 58 | 3                | 6                | 9                | 65               | 10               | 3 | 6                    | 9                    | 6                    |                      |                      |
| 2001-2002  | Bulls de Belleville         | LHO         | 64 | 8                | 13               | 21               | 89               | 11               | 1 | 2                    | 3                    | 30                   |                      |                      |
| 2002-2003  | Bulls de Belleville         | LHO         | 34 | 6                | 12               | 18               | 93               | -                | - | -                    | -                    | -                    |                      |                      |
| 2002-2003  | Attack d'Owen Sound         | OHL         | 29 | 9                | 10               | 19               | 33               | 4                | 2 | 2                    | 4                    | 6                    |                      |                      |
| 2003-2004  | Attack d'Owen Sound         | OHL         | 64 | 16               | 30               | 46               | 151              | 7                | 3 | 3                    | 6                    | 21                   |                      |                      |
| 2004-2005  | Falcons de Springfield      | LAH         | 73 | 4                | 8                | 12               | 210              | -                | - | -                    | -                    | -                    |                      |                      |
| 2005-2006  | Chiefs de Johnstown         | ECHL        | 11 | 4                | 7                | 11               | 36               | 5                | 1 | 1                    | 2                    | 2                    |                      |                      |
| 2005-2006  | Falcons de Springfield      | LAH         | 59 | 6                | 5                | 11               | 135              | -                | - | -                    | -                    | -                    |                      |                      |
| 2006-2007  | Chiefs de Johnstown         | ECHL        | 21 | 6                | 8                | 14               | 51               | -                | - | -                    | -                    | -                    |                      |                      |
| 2006-2007  | Falcons de Springfield      | LAH         | 8  | 1                | 2                | 3                | 8                | -                | - | -                    | -                    | -                    |                      |                      |
| 2006-2007  | Wolves de Chicago           | LAH         | 28 | 4                | 4                | 8                | 105              | 14               | 3 | 2                    | 5                    | 48                   |                      |                      |
| 2007-2008  | Wolves de Chicago           | LAH         | 66 | 7                | 11               | 18               | 232              | 24               | 0 | 2                    | 2                    | 67                   |                      |                      |
| 2008-2009  | Marlies de Toronto          | LAH         | 38 | 14               | 11               | 25               | 114              | 6                | 0 | 3                    | 3                    | 14                   |                      |                      |
| 2008-2009  | Maple Leafs de Toronto      | LNH         | 21 | 0                | 1                | 1                | 75               | -                | - | -                    | -                    | -                    |                      |                      |
| 2009-2010  | Marlies de Toronto          | LAH         | 72 | 16               | 25               | 41               | 216              | -                | - | -                    | -                    | -                    |                      |                      |
| 2009-2010  | Maple Leafs de Toronto      | LNH         | 1  | 0                | 0                | 0                | 0                | -                | - | -                    | -                    | -                    |                      |                      |
| 2010-2011  | Wolves de Chicago           | LAH         | 73 | 23               | 23               | 46               | 194              | -                | - | -                    | -                    | -                    |                      |                      |
| 2011-2012  | Rangers de New York         | LNH         | 9  | 0                | 1                | 1                | 29               | -                | - | -                    | -                    | -                    |                      |                      |
| 2011-2012  | Whale du Connecticut        | LAH         | 59 | 20               | 20               | 40               | 157              | 8                | 2 | 2                    | 4                    | 47                   |                      |                      |
| 2012-2013  | Rampage de San Antonio      | LAH         | 46 | 7                | 7                | 14               | 56               | -                | - | -                    | -                    | -                    |                      |                      |
| 2013-2014  | Avtomobilist Iekaterinbourg | KHL         | 20 | 3                | 4                | 7                | 25               | 3                | 1 | 0                    | 1                    | 6                    |                      |                      |
| 2014-2015  | Rögle BK                    | Allsvenskan | 20 | 6                | 3                | 9                | 67               | 10               | 2 | 3                    | 5                    | 39                   |                      |                      |
| 2016-2017  | HC Sparta Prague            | Extraliga   | 4  | 1                | 1                | 2                | 0                | 1                | 0 | 1                    | 1                    | 0                    |                      |                      |
| 2017-2018  | Sheffield Steelers          | EIHL        | 6  | 2                | 2                | 4                | 48               | -                | - | -                    | -                    | -                    |                      |                      |
| 2017-2018  | Dukla Trenčín               | Extraliga   | 18 | 1                | 0                | 1                | 78               | 16               | 0 | 2                    | 2                    | 56                   |                      |                      |
| 2018-2019  | Hamilton Steelhawks         | Coupe Allan | 21 | 9                | 14               | 23               | 16               | 4                | 1 | 0                    | 1                    | 7                    |                      |                      |
| Totaux LNH | Totaux LNH                  | Totaux LNH  | 31 | 0                | 2                | 2                | 104              | -                | - | -                    | -                    | -                    |                      |                      |

## Trophées et honneurs personnels
Ligue nationale de hockey
- 2002 : repêché par les Canadiens de Montréal en 6e ronde, à la 182e position

Ligue américaine de hockey
- 2008 : remporta la Coupe Calder avec les Wolves de Chicago

## Transactions en carrière
- 15 septembre 2004 : signe un contrat comme agent libre avec le Lightning de Tampa Bay.
- 1er février 2007 : échangé aux Thrashers d'Atlanta par le Lightning de Tampa Bay avec Andy Delmore en retour de Stephen Baby et Kyle Wanvig.
- 1er août 2008 : signe un contrat comme agent libre avec les Maple Leafs de Toronto.